# Margarops fuscatus
Margarops fuscatus е вид птица от семейство Присмехулникови (Mimidae), единствен представител на род Margarops.

## Разпространение
Видът е разпространен в Ангуила, Антигуа и Барбуда, Американските Вирджински острови, Бахамските острови, Бонер, Синт Еустациус, Саба, Британските Вирджински острови, Венецуела, Гваделупа, Доминика, Доминиканската република, Мартиника, Монсерат, Пуерто Рико, Сейнт Китс и Невис, Сейнт Лусия, Сен Мартен, Сейнт Винсент и Гренадини и Търкс и Кайкос.